# Rutland (miasto w stanie Massachusetts)
Rutland – miasto w Stanach Zjednoczonych, w stanie Massachusetts, w hrabstwie Worcester.